# Christian Marty
Christian Marty (* 16. Dezember 1946 in Paris; † 25. Juli 2000 in Gonesse bei Paris) war ein französischer Surfer und Pilot. Er war 1981/1982  der erste Mensch, der den Atlantischen Ozean auf dem Surfbrett überquerte.

## Leben

### Extremsport
Als Extremsportler windsurfte Christian Marty 160 Kilometer von Guadeloupe nach Martinique in der Karibik. Im Jahr 1980 surfte er von Nizza nach Korsika. Als erster Mensch  überquerte er den Atlantik auf dem Surfbrett. Er fuhr dafür 1981/1982 in 37 Tagen 3.219 Kilometer vom afrikanischen Dakar im Senegal nach Kourou im Übersee-Département Französisch-Guayana in Südamerika.

### Tätigkeit als Pilot
1969 erwarb Marty seinen Flugschein und arbeitete in der Folge für die Air France. Nachdem er Pilot und Ausbilder auf zahlreichen Mustern der Linie gewesen war, so unter anderem auf dem Airbus A340, wurde er im Jahre 1999 zum Flugkapitän auf der Concorde. Am 25. Juli 2000 starb er bei dem schwersten Unglück einer Concorde als Kapitän des Fluges AF4590.
Medien und Augenzeugen schrieben ihm seinerzeit eine Art Heldenrolle zu, da man glaubte, er habe das brennende Flugzeug vom Ort Gonesse weggesteuert und auf einem kaum bewohnten Gebiet niedergehen lassen, um eine größere Katastrophe zu vermeiden.

## Bibliographie
- Christian Marty, "L'atlantique À Mains Nues", ISBN 2-85108-305-8, 3. Oktober 1984